# Jean Dufresne
Jean Dufresne (14 de fevereiro de 1829 – 13 de abril 1893) foi um enxadrista alemão. Foi discípulo do também alemão Adolf Anderssen, considerado um dos melhores enxadristas do século XIX.

## Vida pessoal
Dufresne nasceu em Berlim e tinha origem judaica.
Morreu em Berlim, aos 62 anos, e sua tumba se encontra no Cemitério Judaico de Berlim.

## A Sempreviva
|   | a | b | c | d | e | f | g | h |   |
| 8 | b8 preto torre · e8 preto rei · g8 preto torre · a7 preto peão · b7 preto bispo · c7 preto peão · d7 preto peão · e7 preto cavalo · f7 preto peão · h7 preto peão · b6 preto bispo · c6 preto cavalo · f6 branco peão · a4 branco rainha · a3 branco bispo · c3 branco peão · d3 branco bispo · f3 preto rainha · a2 branco peão · f2 branco peão · g2 branco peão · h2 branco peão · d1 branco torre · e1 branco torre · g1 branco rei | b8 preto torre · e8 preto rei · g8 preto torre · a7 preto peão · b7 preto bispo · c7 preto peão · d7 preto peão · e7 preto cavalo · f7 preto peão · h7 preto peão · b6 preto bispo · c6 preto cavalo · f6 branco peão · a4 branco rainha · a3 branco bispo · c3 branco peão · d3 branco bispo · f3 preto rainha · a2 branco peão · f2 branco peão · g2 branco peão · h2 branco peão · d1 branco torre · e1 branco torre · g1 branco rei | b8 preto torre · e8 preto rei · g8 preto torre · a7 preto peão · b7 preto bispo · c7 preto peão · d7 preto peão · e7 preto cavalo · f7 preto peão · h7 preto peão · b6 preto bispo · c6 preto cavalo · f6 branco peão · a4 branco rainha · a3 branco bispo · c3 branco peão · d3 branco bispo · f3 preto rainha · a2 branco peão · f2 branco peão · g2 branco peão · h2 branco peão · d1 branco torre · e1 branco torre · g1 branco rei | b8 preto torre · e8 preto rei · g8 preto torre · a7 preto peão · b7 preto bispo · c7 preto peão · d7 preto peão · e7 preto cavalo · f7 preto peão · h7 preto peão · b6 preto bispo · c6 preto cavalo · f6 branco peão · a4 branco rainha · a3 branco bispo · c3 branco peão · d3 branco bispo · f3 preto rainha · a2 branco peão · f2 branco peão · g2 branco peão · h2 branco peão · d1 branco torre · e1 branco torre · g1 branco rei | b8 preto torre · e8 preto rei · g8 preto torre · a7 preto peão · b7 preto bispo · c7 preto peão · d7 preto peão · e7 preto cavalo · f7 preto peão · h7 preto peão · b6 preto bispo · c6 preto cavalo · f6 branco peão · a4 branco rainha · a3 branco bispo · c3 branco peão · d3 branco bispo · f3 preto rainha · a2 branco peão · f2 branco peão · g2 branco peão · h2 branco peão · d1 branco torre · e1 branco torre · g1 branco rei | b8 preto torre · e8 preto rei · g8 preto torre · a7 preto peão · b7 preto bispo · c7 preto peão · d7 preto peão · e7 preto cavalo · f7 preto peão · h7 preto peão · b6 preto bispo · c6 preto cavalo · f6 branco peão · a4 branco rainha · a3 branco bispo · c3 branco peão · d3 branco bispo · f3 preto rainha · a2 branco peão · f2 branco peão · g2 branco peão · h2 branco peão · d1 branco torre · e1 branco torre · g1 branco rei | b8 preto torre · e8 preto rei · g8 preto torre · a7 preto peão · b7 preto bispo · c7 preto peão · d7 preto peão · e7 preto cavalo · f7 preto peão · h7 preto peão · b6 preto bispo · c6 preto cavalo · f6 branco peão · a4 branco rainha · a3 branco bispo · c3 branco peão · d3 branco bispo · f3 preto rainha · a2 branco peão · f2 branco peão · g2 branco peão · h2 branco peão · d1 branco torre · e1 branco torre · g1 branco rei | b8 preto torre · e8 preto rei · g8 preto torre · a7 preto peão · b7 preto bispo · c7 preto peão · d7 preto peão · e7 preto cavalo · f7 preto peão · h7 preto peão · b6 preto bispo · c6 preto cavalo · f6 branco peão · a4 branco rainha · a3 branco bispo · c3 branco peão · d3 branco bispo · f3 preto rainha · a2 branco peão · f2 branco peão · g2 branco peão · h2 branco peão · d1 branco torre · e1 branco torre · g1 branco rei | 8 |
| 7 | b8 preto torre · e8 preto rei · g8 preto torre · a7 preto peão · b7 preto bispo · c7 preto peão · d7 preto peão · e7 preto cavalo · f7 preto peão · h7 preto peão · b6 preto bispo · c6 preto cavalo · f6 branco peão · a4 branco rainha · a3 branco bispo · c3 branco peão · d3 branco bispo · f3 preto rainha · a2 branco peão · f2 branco peão · g2 branco peão · h2 branco peão · d1 branco torre · e1 branco torre · g1 branco rei | b8 preto torre · e8 preto rei · g8 preto torre · a7 preto peão · b7 preto bispo · c7 preto peão · d7 preto peão · e7 preto cavalo · f7 preto peão · h7 preto peão · b6 preto bispo · c6 preto cavalo · f6 branco peão · a4 branco rainha · a3 branco bispo · c3 branco peão · d3 branco bispo · f3 preto rainha · a2 branco peão · f2 branco peão · g2 branco peão · h2 branco peão · d1 branco torre · e1 branco torre · g1 branco rei | b8 preto torre · e8 preto rei · g8 preto torre · a7 preto peão · b7 preto bispo · c7 preto peão · d7 preto peão · e7 preto cavalo · f7 preto peão · h7 preto peão · b6 preto bispo · c6 preto cavalo · f6 branco peão · a4 branco rainha · a3 branco bispo · c3 branco peão · d3 branco bispo · f3 preto rainha · a2 branco peão · f2 branco peão · g2 branco peão · h2 branco peão · d1 branco torre · e1 branco torre · g1 branco rei | b8 preto torre · e8 preto rei · g8 preto torre · a7 preto peão · b7 preto bispo · c7 preto peão · d7 preto peão · e7 preto cavalo · f7 preto peão · h7 preto peão · b6 preto bispo · c6 preto cavalo · f6 branco peão · a4 branco rainha · a3 branco bispo · c3 branco peão · d3 branco bispo · f3 preto rainha · a2 branco peão · f2 branco peão · g2 branco peão · h2 branco peão · d1 branco torre · e1 branco torre · g1 branco rei | b8 preto torre · e8 preto rei · g8 preto torre · a7 preto peão · b7 preto bispo · c7 preto peão · d7 preto peão · e7 preto cavalo · f7 preto peão · h7 preto peão · b6 preto bispo · c6 preto cavalo · f6 branco peão · a4 branco rainha · a3 branco bispo · c3 branco peão · d3 branco bispo · f3 preto rainha · a2 branco peão · f2 branco peão · g2 branco peão · h2 branco peão · d1 branco torre · e1 branco torre · g1 branco rei | b8 preto torre · e8 preto rei · g8 preto torre · a7 preto peão · b7 preto bispo · c7 preto peão · d7 preto peão · e7 preto cavalo · f7 preto peão · h7 preto peão · b6 preto bispo · c6 preto cavalo · f6 branco peão · a4 branco rainha · a3 branco bispo · c3 branco peão · d3 branco bispo · f3 preto rainha · a2 branco peão · f2 branco peão · g2 branco peão · h2 branco peão · d1 branco torre · e1 branco torre · g1 branco rei | b8 preto torre · e8 preto rei · g8 preto torre · a7 preto peão · b7 preto bispo · c7 preto peão · d7 preto peão · e7 preto cavalo · f7 preto peão · h7 preto peão · b6 preto bispo · c6 preto cavalo · f6 branco peão · a4 branco rainha · a3 branco bispo · c3 branco peão · d3 branco bispo · f3 preto rainha · a2 branco peão · f2 branco peão · g2 branco peão · h2 branco peão · d1 branco torre · e1 branco torre · g1 branco rei | b8 preto torre · e8 preto rei · g8 preto torre · a7 preto peão · b7 preto bispo · c7 preto peão · d7 preto peão · e7 preto cavalo · f7 preto peão · h7 preto peão · b6 preto bispo · c6 preto cavalo · f6 branco peão · a4 branco rainha · a3 branco bispo · c3 branco peão · d3 branco bispo · f3 preto rainha · a2 branco peão · f2 branco peão · g2 branco peão · h2 branco peão · d1 branco torre · e1 branco torre · g1 branco rei | 7 |
| 6 | b8 preto torre · e8 preto rei · g8 preto torre · a7 preto peão · b7 preto bispo · c7 preto peão · d7 preto peão · e7 preto cavalo · f7 preto peão · h7 preto peão · b6 preto bispo · c6 preto cavalo · f6 branco peão · a4 branco rainha · a3 branco bispo · c3 branco peão · d3 branco bispo · f3 preto rainha · a2 branco peão · f2 branco peão · g2 branco peão · h2 branco peão · d1 branco torre · e1 branco torre · g1 branco rei | b8 preto torre · e8 preto rei · g8 preto torre · a7 preto peão · b7 preto bispo · c7 preto peão · d7 preto peão · e7 preto cavalo · f7 preto peão · h7 preto peão · b6 preto bispo · c6 preto cavalo · f6 branco peão · a4 branco rainha · a3 branco bispo · c3 branco peão · d3 branco bispo · f3 preto rainha · a2 branco peão · f2 branco peão · g2 branco peão · h2 branco peão · d1 branco torre · e1 branco torre · g1 branco rei | b8 preto torre · e8 preto rei · g8 preto torre · a7 preto peão · b7 preto bispo · c7 preto peão · d7 preto peão · e7 preto cavalo · f7 preto peão · h7 preto peão · b6 preto bispo · c6 preto cavalo · f6 branco peão · a4 branco rainha · a3 branco bispo · c3 branco peão · d3 branco bispo · f3 preto rainha · a2 branco peão · f2 branco peão · g2 branco peão · h2 branco peão · d1 branco torre · e1 branco torre · g1 branco rei | b8 preto torre · e8 preto rei · g8 preto torre · a7 preto peão · b7 preto bispo · c7 preto peão · d7 preto peão · e7 preto cavalo · f7 preto peão · h7 preto peão · b6 preto bispo · c6 preto cavalo · f6 branco peão · a4 branco rainha · a3 branco bispo · c3 branco peão · d3 branco bispo · f3 preto rainha · a2 branco peão · f2 branco peão · g2 branco peão · h2 branco peão · d1 branco torre · e1 branco torre · g1 branco rei | b8 preto torre · e8 preto rei · g8 preto torre · a7 preto peão · b7 preto bispo · c7 preto peão · d7 preto peão · e7 preto cavalo · f7 preto peão · h7 preto peão · b6 preto bispo · c6 preto cavalo · f6 branco peão · a4 branco rainha · a3 branco bispo · c3 branco peão · d3 branco bispo · f3 preto rainha · a2 branco peão · f2 branco peão · g2 branco peão · h2 branco peão · d1 branco torre · e1 branco torre · g1 branco rei | b8 preto torre · e8 preto rei · g8 preto torre · a7 preto peão · b7 preto bispo · c7 preto peão · d7 preto peão · e7 preto cavalo · f7 preto peão · h7 preto peão · b6 preto bispo · c6 preto cavalo · f6 branco peão · a4 branco rainha · a3 branco bispo · c3 branco peão · d3 branco bispo · f3 preto rainha · a2 branco peão · f2 branco peão · g2 branco peão · h2 branco peão · d1 branco torre · e1 branco torre · g1 branco rei | b8 preto torre · e8 preto rei · g8 preto torre · a7 preto peão · b7 preto bispo · c7 preto peão · d7 preto peão · e7 preto cavalo · f7 preto peão · h7 preto peão · b6 preto bispo · c6 preto cavalo · f6 branco peão · a4 branco rainha · a3 branco bispo · c3 branco peão · d3 branco bispo · f3 preto rainha · a2 branco peão · f2 branco peão · g2 branco peão · h2 branco peão · d1 branco torre · e1 branco torre · g1 branco rei | b8 preto torre · e8 preto rei · g8 preto torre · a7 preto peão · b7 preto bispo · c7 preto peão · d7 preto peão · e7 preto cavalo · f7 preto peão · h7 preto peão · b6 preto bispo · c6 preto cavalo · f6 branco peão · a4 branco rainha · a3 branco bispo · c3 branco peão · d3 branco bispo · f3 preto rainha · a2 branco peão · f2 branco peão · g2 branco peão · h2 branco peão · d1 branco torre · e1 branco torre · g1 branco rei | 6 |
| 5 | b8 preto torre · e8 preto rei · g8 preto torre · a7 preto peão · b7 preto bispo · c7 preto peão · d7 preto peão · e7 preto cavalo · f7 preto peão · h7 preto peão · b6 preto bispo · c6 preto cavalo · f6 branco peão · a4 branco rainha · a3 branco bispo · c3 branco peão · d3 branco bispo · f3 preto rainha · a2 branco peão · f2 branco peão · g2 branco peão · h2 branco peão · d1 branco torre · e1 branco torre · g1 branco rei | b8 preto torre · e8 preto rei · g8 preto torre · a7 preto peão · b7 preto bispo · c7 preto peão · d7 preto peão · e7 preto cavalo · f7 preto peão · h7 preto peão · b6 preto bispo · c6 preto cavalo · f6 branco peão · a4 branco rainha · a3 branco bispo · c3 branco peão · d3 branco bispo · f3 preto rainha · a2 branco peão · f2 branco peão · g2 branco peão · h2 branco peão · d1 branco torre · e1 branco torre · g1 branco rei | b8 preto torre · e8 preto rei · g8 preto torre · a7 preto peão · b7 preto bispo · c7 preto peão · d7 preto peão · e7 preto cavalo · f7 preto peão · h7 preto peão · b6 preto bispo · c6 preto cavalo · f6 branco peão · a4 branco rainha · a3 branco bispo · c3 branco peão · d3 branco bispo · f3 preto rainha · a2 branco peão · f2 branco peão · g2 branco peão · h2 branco peão · d1 branco torre · e1 branco torre · g1 branco rei | b8 preto torre · e8 preto rei · g8 preto torre · a7 preto peão · b7 preto bispo · c7 preto peão · d7 preto peão · e7 preto cavalo · f7 preto peão · h7 preto peão · b6 preto bispo · c6 preto cavalo · f6 branco peão · a4 branco rainha · a3 branco bispo · c3 branco peão · d3 branco bispo · f3 preto rainha · a2 branco peão · f2 branco peão · g2 branco peão · h2 branco peão · d1 branco torre · e1 branco torre · g1 branco rei | b8 preto torre · e8 preto rei · g8 preto torre · a7 preto peão · b7 preto bispo · c7 preto peão · d7 preto peão · e7 preto cavalo · f7 preto peão · h7 preto peão · b6 preto bispo · c6 preto cavalo · f6 branco peão · a4 branco rainha · a3 branco bispo · c3 branco peão · d3 branco bispo · f3 preto rainha · a2 branco peão · f2 branco peão · g2 branco peão · h2 branco peão · d1 branco torre · e1 branco torre · g1 branco rei | b8 preto torre · e8 preto rei · g8 preto torre · a7 preto peão · b7 preto bispo · c7 preto peão · d7 preto peão · e7 preto cavalo · f7 preto peão · h7 preto peão · b6 preto bispo · c6 preto cavalo · f6 branco peão · a4 branco rainha · a3 branco bispo · c3 branco peão · d3 branco bispo · f3 preto rainha · a2 branco peão · f2 branco peão · g2 branco peão · h2 branco peão · d1 branco torre · e1 branco torre · g1 branco rei | b8 preto torre · e8 preto rei · g8 preto torre · a7 preto peão · b7 preto bispo · c7 preto peão · d7 preto peão · e7 preto cavalo · f7 preto peão · h7 preto peão · b6 preto bispo · c6 preto cavalo · f6 branco peão · a4 branco rainha · a3 branco bispo · c3 branco peão · d3 branco bispo · f3 preto rainha · a2 branco peão · f2 branco peão · g2 branco peão · h2 branco peão · d1 branco torre · e1 branco torre · g1 branco rei | b8 preto torre · e8 preto rei · g8 preto torre · a7 preto peão · b7 preto bispo · c7 preto peão · d7 preto peão · e7 preto cavalo · f7 preto peão · h7 preto peão · b6 preto bispo · c6 preto cavalo · f6 branco peão · a4 branco rainha · a3 branco bispo · c3 branco peão · d3 branco bispo · f3 preto rainha · a2 branco peão · f2 branco peão · g2 branco peão · h2 branco peão · d1 branco torre · e1 branco torre · g1 branco rei | 5 |
| 4 | b8 preto torre · e8 preto rei · g8 preto torre · a7 preto peão · b7 preto bispo · c7 preto peão · d7 preto peão · e7 preto cavalo · f7 preto peão · h7 preto peão · b6 preto bispo · c6 preto cavalo · f6 branco peão · a4 branco rainha · a3 branco bispo · c3 branco peão · d3 branco bispo · f3 preto rainha · a2 branco peão · f2 branco peão · g2 branco peão · h2 branco peão · d1 branco torre · e1 branco torre · g1 branco rei | b8 preto torre · e8 preto rei · g8 preto torre · a7 preto peão · b7 preto bispo · c7 preto peão · d7 preto peão · e7 preto cavalo · f7 preto peão · h7 preto peão · b6 preto bispo · c6 preto cavalo · f6 branco peão · a4 branco rainha · a3 branco bispo · c3 branco peão · d3 branco bispo · f3 preto rainha · a2 branco peão · f2 branco peão · g2 branco peão · h2 branco peão · d1 branco torre · e1 branco torre · g1 branco rei | b8 preto torre · e8 preto rei · g8 preto torre · a7 preto peão · b7 preto bispo · c7 preto peão · d7 preto peão · e7 preto cavalo · f7 preto peão · h7 preto peão · b6 preto bispo · c6 preto cavalo · f6 branco peão · a4 branco rainha · a3 branco bispo · c3 branco peão · d3 branco bispo · f3 preto rainha · a2 branco peão · f2 branco peão · g2 branco peão · h2 branco peão · d1 branco torre · e1 branco torre · g1 branco rei | b8 preto torre · e8 preto rei · g8 preto torre · a7 preto peão · b7 preto bispo · c7 preto peão · d7 preto peão · e7 preto cavalo · f7 preto peão · h7 preto peão · b6 preto bispo · c6 preto cavalo · f6 branco peão · a4 branco rainha · a3 branco bispo · c3 branco peão · d3 branco bispo · f3 preto rainha · a2 branco peão · f2 branco peão · g2 branco peão · h2 branco peão · d1 branco torre · e1 branco torre · g1 branco rei | b8 preto torre · e8 preto rei · g8 preto torre · a7 preto peão · b7 preto bispo · c7 preto peão · d7 preto peão · e7 preto cavalo · f7 preto peão · h7 preto peão · b6 preto bispo · c6 preto cavalo · f6 branco peão · a4 branco rainha · a3 branco bispo · c3 branco peão · d3 branco bispo · f3 preto rainha · a2 branco peão · f2 branco peão · g2 branco peão · h2 branco peão · d1 branco torre · e1 branco torre · g1 branco rei | b8 preto torre · e8 preto rei · g8 preto torre · a7 preto peão · b7 preto bispo · c7 preto peão · d7 preto peão · e7 preto cavalo · f7 preto peão · h7 preto peão · b6 preto bispo · c6 preto cavalo · f6 branco peão · a4 branco rainha · a3 branco bispo · c3 branco peão · d3 branco bispo · f3 preto rainha · a2 branco peão · f2 branco peão · g2 branco peão · h2 branco peão · d1 branco torre · e1 branco torre · g1 branco rei | b8 preto torre · e8 preto rei · g8 preto torre · a7 preto peão · b7 preto bispo · c7 preto peão · d7 preto peão · e7 preto cavalo · f7 preto peão · h7 preto peão · b6 preto bispo · c6 preto cavalo · f6 branco peão · a4 branco rainha · a3 branco bispo · c3 branco peão · d3 branco bispo · f3 preto rainha · a2 branco peão · f2 branco peão · g2 branco peão · h2 branco peão · d1 branco torre · e1 branco torre · g1 branco rei | b8 preto torre · e8 preto rei · g8 preto torre · a7 preto peão · b7 preto bispo · c7 preto peão · d7 preto peão · e7 preto cavalo · f7 preto peão · h7 preto peão · b6 preto bispo · c6 preto cavalo · f6 branco peão · a4 branco rainha · a3 branco bispo · c3 branco peão · d3 branco bispo · f3 preto rainha · a2 branco peão · f2 branco peão · g2 branco peão · h2 branco peão · d1 branco torre · e1 branco torre · g1 branco rei | 4 |
| 3 | b8 preto torre · e8 preto rei · g8 preto torre · a7 preto peão · b7 preto bispo · c7 preto peão · d7 preto peão · e7 preto cavalo · f7 preto peão · h7 preto peão · b6 preto bispo · c6 preto cavalo · f6 branco peão · a4 branco rainha · a3 branco bispo · c3 branco peão · d3 branco bispo · f3 preto rainha · a2 branco peão · f2 branco peão · g2 branco peão · h2 branco peão · d1 branco torre · e1 branco torre · g1 branco rei | b8 preto torre · e8 preto rei · g8 preto torre · a7 preto peão · b7 preto bispo · c7 preto peão · d7 preto peão · e7 preto cavalo · f7 preto peão · h7 preto peão · b6 preto bispo · c6 preto cavalo · f6 branco peão · a4 branco rainha · a3 branco bispo · c3 branco peão · d3 branco bispo · f3 preto rainha · a2 branco peão · f2 branco peão · g2 branco peão · h2 branco peão · d1 branco torre · e1 branco torre · g1 branco rei | b8 preto torre · e8 preto rei · g8 preto torre · a7 preto peão · b7 preto bispo · c7 preto peão · d7 preto peão · e7 preto cavalo · f7 preto peão · h7 preto peão · b6 preto bispo · c6 preto cavalo · f6 branco peão · a4 branco rainha · a3 branco bispo · c3 branco peão · d3 branco bispo · f3 preto rainha · a2 branco peão · f2 branco peão · g2 branco peão · h2 branco peão · d1 branco torre · e1 branco torre · g1 branco rei | b8 preto torre · e8 preto rei · g8 preto torre · a7 preto peão · b7 preto bispo · c7 preto peão · d7 preto peão · e7 preto cavalo · f7 preto peão · h7 preto peão · b6 preto bispo · c6 preto cavalo · f6 branco peão · a4 branco rainha · a3 branco bispo · c3 branco peão · d3 branco bispo · f3 preto rainha · a2 branco peão · f2 branco peão · g2 branco peão · h2 branco peão · d1 branco torre · e1 branco torre · g1 branco rei | b8 preto torre · e8 preto rei · g8 preto torre · a7 preto peão · b7 preto bispo · c7 preto peão · d7 preto peão · e7 preto cavalo · f7 preto peão · h7 preto peão · b6 preto bispo · c6 preto cavalo · f6 branco peão · a4 branco rainha · a3 branco bispo · c3 branco peão · d3 branco bispo · f3 preto rainha · a2 branco peão · f2 branco peão · g2 branco peão · h2 branco peão · d1 branco torre · e1 branco torre · g1 branco rei | b8 preto torre · e8 preto rei · g8 preto torre · a7 preto peão · b7 preto bispo · c7 preto peão · d7 preto peão · e7 preto cavalo · f7 preto peão · h7 preto peão · b6 preto bispo · c6 preto cavalo · f6 branco peão · a4 branco rainha · a3 branco bispo · c3 branco peão · d3 branco bispo · f3 preto rainha · a2 branco peão · f2 branco peão · g2 branco peão · h2 branco peão · d1 branco torre · e1 branco torre · g1 branco rei | b8 preto torre · e8 preto rei · g8 preto torre · a7 preto peão · b7 preto bispo · c7 preto peão · d7 preto peão · e7 preto cavalo · f7 preto peão · h7 preto peão · b6 preto bispo · c6 preto cavalo · f6 branco peão · a4 branco rainha · a3 branco bispo · c3 branco peão · d3 branco bispo · f3 preto rainha · a2 branco peão · f2 branco peão · g2 branco peão · h2 branco peão · d1 branco torre · e1 branco torre · g1 branco rei | b8 preto torre · e8 preto rei · g8 preto torre · a7 preto peão · b7 preto bispo · c7 preto peão · d7 preto peão · e7 preto cavalo · f7 preto peão · h7 preto peão · b6 preto bispo · c6 preto cavalo · f6 branco peão · a4 branco rainha · a3 branco bispo · c3 branco peão · d3 branco bispo · f3 preto rainha · a2 branco peão · f2 branco peão · g2 branco peão · h2 branco peão · d1 branco torre · e1 branco torre · g1 branco rei | 3 |
| 2 | b8 preto torre · e8 preto rei · g8 preto torre · a7 preto peão · b7 preto bispo · c7 preto peão · d7 preto peão · e7 preto cavalo · f7 preto peão · h7 preto peão · b6 preto bispo · c6 preto cavalo · f6 branco peão · a4 branco rainha · a3 branco bispo · c3 branco peão · d3 branco bispo · f3 preto rainha · a2 branco peão · f2 branco peão · g2 branco peão · h2 branco peão · d1 branco torre · e1 branco torre · g1 branco rei | b8 preto torre · e8 preto rei · g8 preto torre · a7 preto peão · b7 preto bispo · c7 preto peão · d7 preto peão · e7 preto cavalo · f7 preto peão · h7 preto peão · b6 preto bispo · c6 preto cavalo · f6 branco peão · a4 branco rainha · a3 branco bispo · c3 branco peão · d3 branco bispo · f3 preto rainha · a2 branco peão · f2 branco peão · g2 branco peão · h2 branco peão · d1 branco torre · e1 branco torre · g1 branco rei | b8 preto torre · e8 preto rei · g8 preto torre · a7 preto peão · b7 preto bispo · c7 preto peão · d7 preto peão · e7 preto cavalo · f7 preto peão · h7 preto peão · b6 preto bispo · c6 preto cavalo · f6 branco peão · a4 branco rainha · a3 branco bispo · c3 branco peão · d3 branco bispo · f3 preto rainha · a2 branco peão · f2 branco peão · g2 branco peão · h2 branco peão · d1 branco torre · e1 branco torre · g1 branco rei | b8 preto torre · e8 preto rei · g8 preto torre · a7 preto peão · b7 preto bispo · c7 preto peão · d7 preto peão · e7 preto cavalo · f7 preto peão · h7 preto peão · b6 preto bispo · c6 preto cavalo · f6 branco peão · a4 branco rainha · a3 branco bispo · c3 branco peão · d3 branco bispo · f3 preto rainha · a2 branco peão · f2 branco peão · g2 branco peão · h2 branco peão · d1 branco torre · e1 branco torre · g1 branco rei | b8 preto torre · e8 preto rei · g8 preto torre · a7 preto peão · b7 preto bispo · c7 preto peão · d7 preto peão · e7 preto cavalo · f7 preto peão · h7 preto peão · b6 preto bispo · c6 preto cavalo · f6 branco peão · a4 branco rainha · a3 branco bispo · c3 branco peão · d3 branco bispo · f3 preto rainha · a2 branco peão · f2 branco peão · g2 branco peão · h2 branco peão · d1 branco torre · e1 branco torre · g1 branco rei | b8 preto torre · e8 preto rei · g8 preto torre · a7 preto peão · b7 preto bispo · c7 preto peão · d7 preto peão · e7 preto cavalo · f7 preto peão · h7 preto peão · b6 preto bispo · c6 preto cavalo · f6 branco peão · a4 branco rainha · a3 branco bispo · c3 branco peão · d3 branco bispo · f3 preto rainha · a2 branco peão · f2 branco peão · g2 branco peão · h2 branco peão · d1 branco torre · e1 branco torre · g1 branco rei | b8 preto torre · e8 preto rei · g8 preto torre · a7 preto peão · b7 preto bispo · c7 preto peão · d7 preto peão · e7 preto cavalo · f7 preto peão · h7 preto peão · b6 preto bispo · c6 preto cavalo · f6 branco peão · a4 branco rainha · a3 branco bispo · c3 branco peão · d3 branco bispo · f3 preto rainha · a2 branco peão · f2 branco peão · g2 branco peão · h2 branco peão · d1 branco torre · e1 branco torre · g1 branco rei | b8 preto torre · e8 preto rei · g8 preto torre · a7 preto peão · b7 preto bispo · c7 preto peão · d7 preto peão · e7 preto cavalo · f7 preto peão · h7 preto peão · b6 preto bispo · c6 preto cavalo · f6 branco peão · a4 branco rainha · a3 branco bispo · c3 branco peão · d3 branco bispo · f3 preto rainha · a2 branco peão · f2 branco peão · g2 branco peão · h2 branco peão · d1 branco torre · e1 branco torre · g1 branco rei | 2 |
| 1 | b8 preto torre · e8 preto rei · g8 preto torre · a7 preto peão · b7 preto bispo · c7 preto peão · d7 preto peão · e7 preto cavalo · f7 preto peão · h7 preto peão · b6 preto bispo · c6 preto cavalo · f6 branco peão · a4 branco rainha · a3 branco bispo · c3 branco peão · d3 branco bispo · f3 preto rainha · a2 branco peão · f2 branco peão · g2 branco peão · h2 branco peão · d1 branco torre · e1 branco torre · g1 branco rei | b8 preto torre · e8 preto rei · g8 preto torre · a7 preto peão · b7 preto bispo · c7 preto peão · d7 preto peão · e7 preto cavalo · f7 preto peão · h7 preto peão · b6 preto bispo · c6 preto cavalo · f6 branco peão · a4 branco rainha · a3 branco bispo · c3 branco peão · d3 branco bispo · f3 preto rainha · a2 branco peão · f2 branco peão · g2 branco peão · h2 branco peão · d1 branco torre · e1 branco torre · g1 branco rei | b8 preto torre · e8 preto rei · g8 preto torre · a7 preto peão · b7 preto bispo · c7 preto peão · d7 preto peão · e7 preto cavalo · f7 preto peão · h7 preto peão · b6 preto bispo · c6 preto cavalo · f6 branco peão · a4 branco rainha · a3 branco bispo · c3 branco peão · d3 branco bispo · f3 preto rainha · a2 branco peão · f2 branco peão · g2 branco peão · h2 branco peão · d1 branco torre · e1 branco torre · g1 branco rei | b8 preto torre · e8 preto rei · g8 preto torre · a7 preto peão · b7 preto bispo · c7 preto peão · d7 preto peão · e7 preto cavalo · f7 preto peão · h7 preto peão · b6 preto bispo · c6 preto cavalo · f6 branco peão · a4 branco rainha · a3 branco bispo · c3 branco peão · d3 branco bispo · f3 preto rainha · a2 branco peão · f2 branco peão · g2 branco peão · h2 branco peão · d1 branco torre · e1 branco torre · g1 branco rei | b8 preto torre · e8 preto rei · g8 preto torre · a7 preto peão · b7 preto bispo · c7 preto peão · d7 preto peão · e7 preto cavalo · f7 preto peão · h7 preto peão · b6 preto bispo · c6 preto cavalo · f6 branco peão · a4 branco rainha · a3 branco bispo · c3 branco peão · d3 branco bispo · f3 preto rainha · a2 branco peão · f2 branco peão · g2 branco peão · h2 branco peão · d1 branco torre · e1 branco torre · g1 branco rei | b8 preto torre · e8 preto rei · g8 preto torre · a7 preto peão · b7 preto bispo · c7 preto peão · d7 preto peão · e7 preto cavalo · f7 preto peão · h7 preto peão · b6 preto bispo · c6 preto cavalo · f6 branco peão · a4 branco rainha · a3 branco bispo · c3 branco peão · d3 branco bispo · f3 preto rainha · a2 branco peão · f2 branco peão · g2 branco peão · h2 branco peão · d1 branco torre · e1 branco torre · g1 branco rei | b8 preto torre · e8 preto rei · g8 preto torre · a7 preto peão · b7 preto bispo · c7 preto peão · d7 preto peão · e7 preto cavalo · f7 preto peão · h7 preto peão · b6 preto bispo · c6 preto cavalo · f6 branco peão · a4 branco rainha · a3 branco bispo · c3 branco peão · d3 branco bispo · f3 preto rainha · a2 branco peão · f2 branco peão · g2 branco peão · h2 branco peão · d1 branco torre · e1 branco torre · g1 branco rei | b8 preto torre · e8 preto rei · g8 preto torre · a7 preto peão · b7 preto bispo · c7 preto peão · d7 preto peão · e7 preto cavalo · f7 preto peão · h7 preto peão · b6 preto bispo · c6 preto cavalo · f6 branco peão · a4 branco rainha · a3 branco bispo · c3 branco peão · d3 branco bispo · f3 preto rainha · a2 branco peão · f2 branco peão · g2 branco peão · h2 branco peão · d1 branco torre · e1 branco torre · g1 branco rei | 1 |
|   | a | b | c | d | e | f | g | h |   |

Jean Dufresne é geralmente lembrado por sua derrota em uma das partidas de xadrez mais famosas de todos os tempos, que em alemão recebeu o nome de Immergrüne Partie, traduzida como Partida Sempreverde ou Partida Sempreviva em português.
A Sempreviva foi jogada em 1852. Adolf Anderssen foi o adversário de Dufresne nesta partida, jogando com as brancas. Anderssen venceu após sacrificar um cavalo, uma torre e a dama.
No 19º lance Dufresne cometeu um erro, ao fazer uma ameaça de xeque-mate sem perceber que uma sequência forçada levaria Anderssen à vitória.